# Онајда (Јужна Дакота)
Онајда (енгл. Onida) град је у америчкој савезној држави Јужна Дакота.

## Демографија
По попису из 2010. године број становника је 658, што је 82 (-11,1%) становника мање него 2000. године.
| Група             | 2000.       | 2010.       |
| Белци             | 726 (98,1%) | 626 (95,1%) |
| Афроамериканци    | 0 (0,0%)    | 0 (0,0%)    |
| Азијати           | 0 (0,0%)    | 0 (0,0%)    |
| Хиспаноамериканци | 3 (0,4%)    | 5 (0,8%)    |
| Укупно            | 740         | 658         |